# Dominicaines de Bohême
Les Dominicaines de Bohême forment une congrégation religieuse féminine enseignante et hospitalière de droit pontifical.

## Histoire
La congrégation est fondée en 1889 par l'union de plusieurs maisons de sœurs du Tiers-Ordre dominicain de Bohême. Le couvent d'Olomouc devient la maison-mère d'une congrégation autonome et la première supérieure générale est Marie Jindrová, considérée comme la fondatrice de l'institut. La communauté se place sous le patronage de la sainte Zdislava, une tertiaire dominicaine de Bohême du XIIIe siècle.
La congrégation est agrégée à l'Ordre des Prêcheurs le 4 février 1908 et approuvée comme institut religieux de droit diocésain en 1889, par Mgr Théodore Kohn, de l'archevêque d'Olomouc.
Initialement, les dominicaines de Bohême se consacrent essentiellement à l'éducation de la jeunesse, mais après 1942, les autorités allemandes qui occupent les territoires de Bohême et de Moravie ferment leurs écoles et les religieuses commencent à se consacrer au soin des orphelins, des personnes âgées et des handicapés.
Parmi les sœurs de l'institut, on peut citer Marie Philomène Dolanská (cs) (1895-1943) morte dans le camp de concentration de Ravensbrück; et Gabriela Ivana Vlková (cs) (1964- ) première femme à diriger une faculté de théologie en République tchèque.

## Activités et diffusion
Les sœurs se consacrent à l'enseignement et aux soins des malades. 
Elles sont présentes en Tchéquie avec la maison-mère à Brno. 
En 2017, la congrégation comptait 57 sœurs dans 7 maisons.